# 縦波と横波

縦波

横波

縦波（たてなみ, 英: longitudinal wave）と横波（よこなみ, 英語: transverse wave）は、それぞれ波動の一種で、媒質の振動方向が波の振動方向に平行のものを縦波といい、垂直であるものを横波という。

## 表示

縦波の横波表示の方法

横波では媒質の振動方向が波の振動方向に直角であるから、波を容易に観察することができるし、正弦波として表示できるのに対し、縦波は、媒質の振動方向と波の振動方向が一致しているので波を見ることができない。
そのため、グラフ（{\displaystyle y} - {\displaystyle x}図）に表す際に各点の {\displaystyle x}軸の正の変位を {\displaystyle x}軸の正の向きへ、{\displaystyle x}軸の負の変位を {\displaystyle y}軸の正の向きへ90度回転させることで、その波形を正弦波として表示することができる（縦波の横波表示）。

縦波と縦波の横波表示の比較

縦波の横波表示においては、山から谷に移る点 ({\displaystyle y=0}) を密部、谷から山に移る点 ({\displaystyle y=0}) を疎部と呼ぶ。縦波では媒質の疎密の状態が伝播するので、疎密波や圧縮波ともいう。

## 実例
例えば、空気を媒質とする音波は、空気の密度の振動が伝播するもの（疎密波）であり、縦波である。対して電磁波は横波である。電磁波が横波であることはマクスウェルの方程式により導かれる。また、弾性体を媒質とする弾性波（広義の音波）には縦波と横波の両方が存在する。実際、地震波には縦波であるP波と横波であるS波が存在する。

## 横波と偏極
横波の自由度は2であるから、スカラー波またはベクトル波であり、ベクトル波には偏極が存在する。偏極の例として偏光がある。一方、縦波の自由度は1であるので、スカラー波であり、偏極は存在しない。